# Rotalier
Rotalier é uma comuna francesa na região administrativa de Borgonha-Franco-Condado, no departamento de Jura. Estende-se por uma área de 4,07 km². Em 2010 a comuna tinha 164 habitantes (densidade: 40,3 hab./km²).